# Jean Cintas
Jean Cintas, né le 18 juin 1902 à Tunis et mort le 24 février 1977 dans le 15e arrondissement de Paris, est un ingénieur des ponts et chaussées et archéologue français.

## Biographie
Ingénieur des ponts et chaussées en 1925, il rentre dès l'année suivante en Tunisie, où il reste jusqu'en 1962. De 1962 à 1966, il travaille au ministère des Travaux publics.
Son activité d'étude et d'inspection provoque des découvertes. Il explore la région de Mahrès avec son frère Pierre.

## Activité archéologique
Son activité archéologique est presque exclusivement tunisienne et concerne l'Antiquité tardive :
- identification du monastère de saint Fulgence sur Kneiss ;
- travaux sur l'hydraulique de la ville de Thysdrus ;
- fouilles à Tebourba ;
- fouilles sur le site de Cincari ;
- fouilles de l'église du prêtre Félix de Kélibia, site qui avait livré peu auparavant le baptistère de Kélibia[5].